# 横山潤之助
横山 潤之助（よこやま じゅんのすけ、1903年4月7日 - 1971年5月4日）は、洋画家。

## 経歴
横山徳次郎の次男として東京都小石川区白山御殿町に生まれる。父は渋沢栄一門下で、文部省図書編纂委員から実業界に転じ、石川島造船所、浅野小倉製鋼所等の重役を歴任した著名な財界人であった。
父が家庭教師をしていたこともある渋沢秀雄から絵の手ほどきを受け、次いで川端画学校に学ぶ。1921年に二科展に入選。1922年には中央美術展入選、またこの年、古賀春江らと美術団体「アクション」を創立している。同年の二科展で「煙草を燻らす人」「静物」等により樗牛賞、1924年には「ギターを持つ男」等で二科賞を受賞し、二科会会員となる。1925年、中央美術展会友となる。1928年帝展に入選。1929年から翌年にかけて欧米に渡航。帰国後に結婚するが、長男、妻、父、姉を相次いで失う。さらに1945年に空襲で白山御殿町の自宅と3000点の絵画を失い、一時絵筆を折る。愛知県の叔母宅に疎開、終戦を迎える。
戦後は母親の実家の紹介で岐阜市の精神病院に勤務。1952年に再婚し岐阜県稲葉郡那加町（現各務原市）に移住。退職後の1958年から制作を再開する。1971年に心臓冠不全のため死去。
フォーヴィスムや新古典期のドランの影響を受け、人物画を得意とした。他の代表作に「海水浴」「妹 淑子の像」「休む女」「裸婦」「水差の静物」等がある。
1923年の関東大震災の直後、「アクション」の同人である中川紀元、神原泰、建築家・民俗学者の今和次郎らと共にバラック装飾社を立ち上げ、被災した商店、工場等の装飾を請け負って前衛的な都市景観の実現につとめた。

## 作品集
- 「横山潤之助作品集」 横山潤之助作品集刊行委員会（1972年）

## 主な作品
前述のとおり、戦前に描かれた作品は空襲で焼失している。戦後の作品の一部は遺族により各務原市に寄贈されている。
- 風景　（1923年）神奈川県立近代美術館
- 波止場　（1923年）神奈川県立近代美術館
- 風景　（1924年頃）宇都宮美術館
- 妹　淑子の像　（1924年頃）宇都宮美術館
- 湯河原風景　（1926年）宇都宮美術館
- 裸婦　（1926年）東京国立近代美術館
- 婦人像　（制作時期不明）神奈川県立近代美術館
- 雄飛ヶ丘夜景　（1958年）各務原市
- 愛妻　（1959年）各務原市
- 自画像　（1964年）各務原市
- 椿　（1971年）各務原市